# Pharmacology & Therapeutics
Pharmacology & Therapeutics (Pharmacol. Ther., ISSN: 0163-7258) — международный рецензируемый научно-медицинский журнал, специализирующийся на фармакологии. Основан в 1976 году и выпускается научным издательским домом Elsevier. Входит в десятку самых цитируемых журналов в своей сфере. Включен в Index Medicus (MEDLINE), Embase, Scopus, Chemical Abstracts и др. В 2016 году, согласно ISI, его импакт-фактор составил 11.127 и он занимает 7 место из 256 журналов в категории Pharmacology & Pharmacy, его пятилетний импакт-фактор также превышает 10. Исполнительный шеф-редактор — S.J. Enna (медцентр Канзасского университета, США), среди ассоциированных редакторов — президент Китайского фармакологического общества профессор Guanhua Du.